# Apple Pro Display XDR
Apple Pro Display XDR（アップル・プロ・ディスプレイ・XDR）はAppleがデザイン・販売している32インチフラットパネルモニターである。

## 概要
WWDC 2019にてMac Proと同時に発表されたAppleの新型ディスプレイであり、2011年に発売されたApple Thunderbolt Display以来の新型ディスプレイ製品である。
32インチサイズで、通常の反射防止コーティングガラスとNano-textureガラスのモデルが用意されている。
ディスプレイに装置するモニター台は付属せず、「VESAマウントアダプター」、「Proスタンド」がオプションとして用意されており、いずれかを購入する必要がある。

発表後に、Proスタンドは別売製品であるにもかかわらず、高価であると批判を受ける。

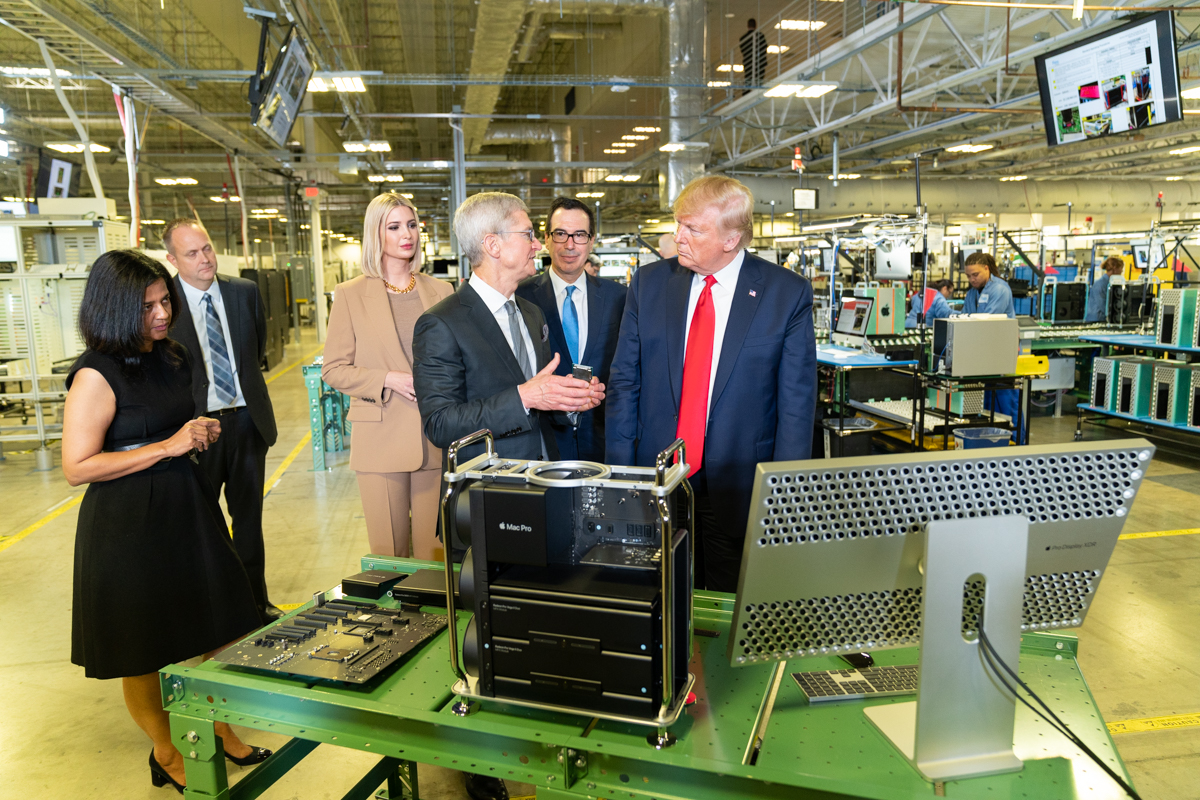
AppleCEOであるティム・クックがドナルド・トランプ米大統領に Mac Pro と Pro Display XDR を紹介している様子

## 特徴
- 解像度6,016×3,384の32インチ6K Retinaディスプレイを搭載し、背面はMac Pro (2019)同様の立体格子パターンを採用している。この格子はヒートシンクとしての役割を担っている。

- 持続輝度は1,000ニト(ピーク時は最大1,600ニト)の輝度となっており、1,000,000:1のコントラスト比と広視野角、DCI-P3 99%をカバーする広色域、10ビットカラー（10億色）対応である。リファレンスモードとTrue Toneにも対応している。

- より高いリフレッシュレートを維持し、その対比比率とHDR機能を高めるために、Pro Display XDRでは直下型バックライトに青色LEDを使用し、光成形、偏光子技術、最新のイメージ処理によりブルーミングを減少させている。

- Nano-textureガラスを採用したモデルでは、コントラストを保ちながらも光を散乱させて映り込みを最小限度に抑えている。なお、Nano-textureガラスを採用したモデルは傷つきやすいため、付属の特別なクリーニングクロスを用いて手入れすることが推奨されている。[8]

- オプションとして用意される「VESAマウントアダプター」、「Proスタンド」は専有的な磁石システムを用いており、ディスプレイ背面に設置する。Proスタンドでは高さ、傾き、回転を自由に調整できる[9][10]。

- 背面にあるUSB-C端子は4口で、うち1口はThunderbolt 3に対応している。残りのUSB-C端子はUSB-Cハブとして使用することが可能。
  - Pro Display XDRではThunderbolt端子が1口しか搭載されていないのは、Thunderbolt 3ではPCIe帯域が最大でも16GBpsまで、MacではPCIe帯域幅の関係でThunderbolt 3での同時接続が2口までという制約があるためである。[要出典] Pro Display XDRは、Apple Thunderbolt Displayとは異なり、Thunderboltケーブルで接続した場合はデイジーチェーンの終端機器となる。
  - 周辺機器をデイジーチェーンの終端機器にした場合は動作不安定等の症状が発生するが、Pro Display XDRではその対策方法が幾つか確立されている。対策方法は主に以下の通りとなる。デイジーチェーン対応eGPU (Apple Store限定販売のBlackmagic eGPU Pro等)、市販のUSB-Cイーサネットアダプター、スイッチングハブ、Apple TVが別途必要となる。
    - インテル製CPU搭載Mac機種と接続する場合

デイジーチェーン対応eGPU製品を接続した上で、eGPUとPro Display XDRとをThunderbolt 3ケーブルで接続する。macOS上でeGPUを認識させる。
    - Apple Silicon製CPU搭載Mac機種と接続する場合

eGPUをサポートしていないため、Pro Display XDRをThunderbolt 3ケーブルで接続した上で、USB-C端子に市販のUSB-Cイーサネットアダプターを接続し、スイッチングハブ、Apple TVの順でLANケーブルで接続し、スイッチングハブはルーターとLANケーブルで接続する。macOS上でMacとApple TVのAirPlayの項目欄にチェックマークを入れる。

## 仕様
| Model                  | Pro Display XDR |
| ---------------------- | --- |
| Component              | 576 青色LEDバックライト |
| 発表日                 | 2019年6月3日 |
| 発売日                 | 2019年12月11日 |
| 製品型番               | MWPE2J/A, MWPF2J/A |
| 画面                   | 32 インチ, TFT IPS LCD, 光沢（反射防止コーティング）もしくはNano-textureガラススクリーン, 解像度6K (6016×3384) , LED 576ゾーンローカルディミング対応バックライト |
| 画面                   | 16:9 |
| ピクセル密度           | 218ドット/インチ |
| 応答速度               | ?? |
| リフレッシュレート     | 47.95Hz, 48.00Hz, 50.00Hz, 59.94Hz, 60.00Hz |
| 色空間、色深度         | DCI-P3, 10ビットカラー |
| コントラスト比         | 1,000,000:1 |
| 輝度                   | 1000ニット(全画面、室温25℃時、連続), 最大1600ニット |
| 視野角                 | 178°水平 178°垂直 |
| 電源                   | 最大105W, 100-240V AC@50–60 Hz |
| 素材                   | アルミ合金筐体、ガラス画面 |
| ケーブル／コネクタ     | Cables - AC電源コード 拡張コネクタ - USB C (USB 3.0) x 3 - Thunderbolt 3 (USB-C) x 1                                                                             |
| オプション             | - Pro Stand - VESA Mount Adapter |
| サイズ（スタンド無し） | 41.2 cm × 71.8 cm × 2.7 cm |
| 重量（スタンド無し）   | 16.49 lb. (7.48 kg) |

## 参考
1. ↑  Lee, Dami (2019年6月3日). “Apple announces $4,999 Pro Display XDR”. The Verge. 2019年6月4日閲覧。
2. ↑  “Apple releases the $5,000 Pro Display XDR, a 32-inch, 6K display available this fall”. TechCrunch (2019年6月3日). 2019年6月4日閲覧。
3. ↑  『Apple、完全に新しくなったパワフルなMac Proと、革新的なPro Display XDRを発表』（プレスリリース）Apple、2019年6月3日。2019年6月7日閲覧。
4. ↑  Taniguchi, Munenori. “アップル、32型6K・輝度1000ニトの「Pro Display XDR」発表。新Mac Proと共通デザイン #WWDC19 - Engadget Japanese”. Engadget JP. 2019年6月7日時点のオリジナルよりアーカイブ。2019年9月12日閲覧。
5. ↑  “Our first look at the new Mac Pro and Pro XDR 6K display”. Engadget (2019年6月3日). 2019年6月4日閲覧。
6. ↑  “XDR vs. HDR: Why Apple's new 1,000 nit 6K monitor is such a big deal”. Digital Trends (2019年6月3日). 2019年6月4日閲覧。
7. ↑  Woodyatt, Amy (2019年6月5日). “Apple monitor stand that costs more than an iPhone sparks online uproar”. CNN. 2019年6月7日閲覧。
8. ↑  “Apple: Use only our special cloth to clean the $1,000 coating on our $5,000 Pro Display” (英語). TechCrunch. 2020年8月9日閲覧。
9. ↑  Gartenberg, Chaim (2019年6月3日). “Apple's $1,000 Pro Display XDR stand is the most expensive dongle ever”. The Verge. 2019年6月4日閲覧。
10. ↑  Holland, Patrick (2019年6月3日). “Mac Pro's crazy expensive Pro Display XDR doesn't even come with a stand”. CNET. 2019年6月4日閲覧。
11. ↑  “Pro Display XDR – Technical Specifications”.  Apple (2019年6月3日). 2019年6月4日閲覧。
12. ↑  田沢梓門. “新型「Mac Pro」59万9800円で販売開始、フルスペックだと574万円！ - Engadget Japanese”. Engadget JP. 2019年12月11日時点のオリジナルよりアーカイブ。2019年12月17日閲覧。
13. ↑  “Product Environmental Report, Apple Pro Display XDR”.   Apple. 2019年12月30日閲覧。